# توبیاس ارلر
توبیاس ارلر (انگلیسی: Tobias Erler؛ زادهٔ ۱۷ مهٔ ۱۹۷۹ ‏(۴۵ سال)) دوچرخه‌سوار اهل آلمان است.